# 斯皮什斯凱弗拉希
斯皮什斯凱弗拉希（匈牙利語：Szepesolaszi）是斯洛伐克的城鎮，位於該國東部霍爾納德河畔，由科希策州負責管轄，面積42.21平方公里，海拔高度389米，每年降雨量650毫米，2005年人口3,596。

## 地理

### 位置
斯皮什斯凱弗拉希位於霍爾納德河的北部，距離斯皮什新村約20公里、科希策約42公里。

### 氣候
斯皮什斯凱弗拉希氣候溫和，平均溫度為6度，年降雨量為650毫米。

## 外部連結
- Municipal website （页面存档备份，存于）

1. ↑  . Statistics.sk.   [2009-05-06]. （原始内容存档于2009年4月12日）.